# 索宗
索宗（法語：Sauzon，法語發音：[sozɔ̃]）是法国莫尔比昂省的一个市镇，属于洛里昂区。

## 地理
索宗（47°22'16"N, 3°13'24"W）面积22.11 平方千米，位于法国布列塔尼大區莫尔比昂省，该省份为法国西北部沿海省份，位于布列塔尼半岛南部，北起阿摩尔滨海省、西接菲尼斯泰尔省，南濒大西洋，东南接大西洋卢瓦尔省，东临伊勒-维莱讷省。
与索宗接壤的市镇（或旧市镇、城区）包括：邦戈尔、勒帕莱。

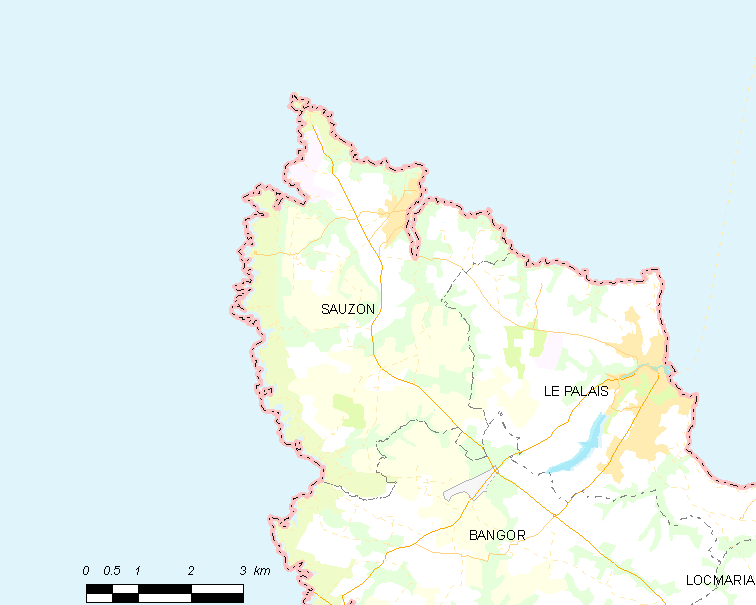
索宗的OSM定位图

索宗的时区为UTC+01:00、UTC+02:00（夏令时）。

## 行政
索宗的邮政编码为56360，INSEE市镇编码为56241。

## 政治
索宗所属的省级选区为基伯龙县。

## 人口

1962-2008年间索宗人口变化图示

索宗于2022年1月1日时的人口数量为1043人。